# Charles Julien Brianchon
Charles Julien Brianchon (ur. 19 grudnia 1783 w Sèvres, zm. 29 kwietnia 1864 w Wersalu) – matematyk francuski.

## Życiorys
W 1804 roku, w wieku 18 lat, rozpoczął studia na École Polytechnique w Paryżu, którą ukończył cztery lata później. Był uczniem Gasparda Monge. Później służył we francuskiej armii, zajmował się artylerią.
Najbardziej znany z opublikowanego w 1810 twierdzenia Brianchona.
Jako matematyk, zajmował się teorią krzywych drugiego stopnia oraz geometrią rzutową.